# Říjen 2010
1. října – pátek
- Národní úřad pro letectví a kosmonautiku propustil 1 200 svých zaměstnanců navzdory navyšování rozpočtu v posledních letech. Hlavním důvodem je ukončení programu raketoplánů.[1][2]

2. října – sobota
- Druidismus byl ve Spojeném království uznán jako náboženství.[3]

3. října – neděle
- Český tým získal na Mistrovství světa v basketbalu žen 2010 stříbrnou medaili.[4]

4. října – pondělí
- Stockholmský institut Karolinska oznámil, že letošní Nobelovu cenu za fyziologii a lékařství převezme britský fyziolog Robert G. Edwards za přínos v terapii neplodnosti vývojem metody asistované reprodukce, konkrétně in vitro fertilizace (oplodnění ve zkumavce).[5]

5. října – úterý
- Bílí Tygři Liberec se jako první český hokejový klub historie střetli na domácím ledě s týmem z NHL, v přípravném zápase s Boston Bruins prohráli 1:7.[6]
- Nobelovu cenu za fyziku letos získali fyzici Andre Geim a Konstantin Novoselov za objev grafenu.[7]

6. října – středa
- Zástupci Evropské unie a Korejské republiky podepsali dohodu o volném obchodu s účinností od července 2011. Jedná se o první dohodu tohoto druhu mezi Unií a asijským státem.[8]

8. října – pátek
- Nobelovu cenu za mír získal čínský disident Liou Siao-po proti vůli čínské vlády.[9]
- Agentura AP s odkazem na věrohodný zdroj oznámila, že se novým severokorejským vůdcem stane Kim Čong-un, nejmladší syn Kim Čong-ila.[10]

10. října – neděle
- Čínský disident Liou Siao-po věnoval Nobelovu cenu za mír, kterou získal, obětem masakru na Náměstí nebeského klidu z roku 1989.[11]
- Žokej Josef Váňa se stal posedmé vítězem Velké pardubické.[12]
- Na amsterdamském letišti Schiphol zemřel v 70 letech americký soulový zpěvák Solomon Burke.[13]

11. října – pondělí
- Maďarská policie zatkla ředitele firmy, jež je zodpovědná za ekologickou havárii hráze s jedovatými kaly, v důsledku které zahynulo 4. října 8 lidí.[14]

12. října – úterý
- Při nehodě autobusu na železničním přejezdu na východě Ukrajiny přišlo o život 40 lidí.[15]

13. října – středa
- Ve věku necelých 69 let zemřel český filmový scenárista Jiří Křižan.[16]
- Důlní neštěstí v Chile: začalo vyprošťování 33 havířů, kteří byli zavaleni od 5. srpna v dole nacházejícím se v oblasti Atacama.[17]

15. října – pátek
- Začaly volby do zastupitelstev obcí a do senátu.[18][19]
- Ve Švýcarsku byl proražen Gotthardský železniční tunel procházející masivem Gotthard, který je délkou 57 km nejdelší na světě.[20]

18. října – pondělí
- Městský soud v Praze překvapivě zprostil údajného „vora v zakoně“ Andranika Soghojana viny v případu vraždy řidiče Sazky a propustil jej na svobodu.[21]

19. října – úterý
- V lodžském sídle polské politické strany Právo a spravedlnost vraždil muž. Zabil jednoho člověka a druhého zranil. Přiznal se, že chtěl zabít předsedu strany Jarosława Kaczyńského.[22]

20. října – středa
- Vítkovští žháři David Vaculík, Jaromír Lukeš a Ivo Müller byli odsouzeni k trestu 22 let vězení. Václav Cojocaru bude ve vězení 20 let.[23]

21. října
- Myanmar změnil státní vlajku.[24]

22. října – pátek
- Začalo 2. kolo voleb do Senátu Parlamentu ČR.
- Nejmodernější britská jaderná ponorka HMS Astute (S119) najela na útes u ostrova Skye.[25]

23. října – sobota
- Sociální demokracie získala v letošních volbách do Senátu 12 křesel, což jí v součtu zajistilo nadpoloviční většinu 41 mandátů v horní komoře.[26]

24. října – neděle
- V haitské metropoli Port-au-Prince se objevily první případy cholery. V sobotu to oznámili tamní činitelé a zástupci OSN. Epidemie cholery si na Haiti vyžádala již 220 obětí, nakaženo bylo více než 3000 lidí.[27]

26. října – úterý
- Vicepremiér Tárik Aziz vladánoucí za Saddáma Husajna byl odsouzen k trestu smrti za pronásledování islámských tradic.[28]

27. října – středa
- Vláda k 31. prosinci 2010 odvolala nejvyšší státní zástupkyni Renatu Veseckou. Od 1. ledna 2011 ji má nahradit Pavel Zeman.[29]
- Při nočním požáru drážní budovy u pražského autobusového nádraží Florenc zemřelo 9 lidí.[30]
- Ve věku 60 let zemřel bývalý argentinský prezident Néstor Kirchner.[31]

30. října – sobota
- Český pavilon na výstavě Expo 2010 získal stříbrnou medaili v kategorii pronajímaných pavilonů s rozlohou do dvou tisíc metrů čtverečních.[32]

31. října – neděle
- Na post prezidenta Brazílie byla zvolena Dilma Rousseffová za Stranu pracujících, úřadu se jako první žena ujme 1. ledna 2011.[33]